# Intertoto-Cup (Sonderveranstaltung 1978)
Die Sonderveranstaltung (anderweitig auch unter Sommer-Pokal bekannt) war ein einmalig ausgetragener Wettbewerb, der dem regulären Wettbewerb um den Intertoto-Cup im Jahr 1978 vorausgegangen war und im Zeitraum vom 2. bis 31. Mai 1978 stattgefunden hatte. 
Im Hinblick auf die vom 1. bis 25. Juni 1978 in Argentinien stattfindende Weltmeisterschaft endete der Ligaspielbetrieb im europäischen Fußball früher als üblich. 48 Vereine aus sieben Ländern stimmten dem Wettbewerb zu, 47 nahmen an der Sonderaustragung teil, da OGC Nizza kurz vor Beginn seine Teilnahme zurückgezogen hatte. 
| Land        | Saisonende | Zahl | Gemeldete Vereine (alphabetisch gereiht) |
| Frankreich  | 02.05.78   | 12   | Girondins Bordeaux, Stade Laval, RC Lens, Olympique Lyon, Olympique Marseille, FC Metz, FC Nantes, Olympique Nîmes, OGC Nizza, AS Saint-Étienne, Racing Straßburg, ES Troyes AC |
| Belgien     | 30.04.78   | 08   | Royal Antwerpen, Beerschot AC, KV Kortrijk, Lierse SK, R.A.A. La Louvière, RFC Lüttich, RWD Molenbeek, SV Zulte Waregem                                                         |
| Niederlande | 29.04.78   | 08   | Vitesse Arnheim, ADO Den Haag, Roda JC Kerkrade, NEC Nijmegen, Sparta Rotterdam, FC Utrecht, VVV-Venlo, FC Volendam                                                             |
| Deutschland | 29.04.78   | 07   | VfL Bochum, Eintracht Braunschweig, Werder Bremen, MSV Duisburg, FC Bayern München, TSV 1860 München, 1. FC Saarbrücken                                                         |
| Italien     | 07.05.78   | 07   | Atalanta Bergamo, Foggia Calcio, CFC Genua, AC Perugia Calcio, Lazio Rom, AS Rom, Hellas Verona                                                                                 |
| Ungarn      | 22.04.78   | 05   | Ferencváros Budapest, Honvéd Budapest, MTK Budapest FC, Újpest Budapest, Videoton SC                                                                                            |
| Osterreich  | 02.05.78   | 01   | First Vienna FC |

## Gruppeneinteilung
In zwölf Gruppen zu je vier Mannschaften wurden in Hin- und Rückspielen die jeweiligen Gruppensieger ermittelt; auf die Ausspielung eines Gesamtsiegers wurde verzichtet.

### Gruppe 1
| Pl. | Verein          | Sp. | S | U | N | Tore    | Diff. | Punkte |
| --- | --------------- | --- | - | - | - | ------- | ----- | ------ |
| 1.  | Újpest Budapest | 4   | 4 | 0 | 0 | 011:400 | +7    | 08:0   |
| 2.  | First Vienna FC | 4   | 1 | 1 | 2 | 004:600 | −2    | 03:50  |
| 3.  | CFC Genua       | 4   | 0 | 1 | 3 | 005:100 | −5    | 01:70  |
| 4.  | OGC Nizza       | 0   | 0 | 0 | 0 | 000:000 | ±0    | 0:0    |

|                 | Ungarn | Osterreich | Italien | Frankreich |
| --------------- | ------ | ---------- | ------- | ---------- |
| Újpest Budapest |        | 2:0        | 6:3     |            |
| First Vienna FC | 1:2    |            | 1:1     |            |
| CFC Genua       | 0:1    | 1:2        |         |            |
| OGC Nizza       |        |            |         |            |

### Gruppe 2
| Pl. | Verein            | Sp. | S | U | N | Tore    | Diff. | Punkte |
| --- | ----------------- | --- | - | - | - | ------- | ----- | ------ |
| 1.  | MTK Budapest FC   | 6   | 4 | 2 | 0 | 018:700 | +11   | 10:20  |
| 2.  | AS Rom            | 6   | 3 | 1 | 2 | 010:700 | +3    | 07:50  |
| 3.  | AS Saint-Étienne  | 6   | 2 | 0 | 4 | 007:180 | −11   | 04:80  |
| 4.  | FC Bayern München | 6   | 1 | 1 | 4 | 007:100 | −3    | 03:90  |

|                   | Ungarn | Italien | Frankreich | Deutschland |
| ----------------- | ------ | ------- | ---------- | ----------- |
| MTK Budapest FC   |        | 3:0     | 5:2        | 0:0         |
| AS Rom            | 3:3    |         | 3:0        | 2:0         |
| AS Saint-Étienne  | 1:4    | 1:0     |            | 1:0         |
| FC Bayern München | 1:3    | 0:2     | 6:2        |             |

### Gruppe 3
| Pl. | Verein            | Sp. | S | U | N | Tore    | Diff. | Punkte |
| --- | ----------------- | --- | - | - | - | ------- | ----- | ------ |
| 1.  | AC Perugia Calcio | 6   | 4 | 2 | 0 | 012:700 | +5    | 10:20  |
| 2.  | SV Zulte Waregem  | 6   | 2 | 2 | 2 | 008:800 | ±0    | 06:60  |
| 3.  | TSV 1860 München  | 6   | 1 | 3 | 2 | 010:110 | −1    | 05:70  |
| 4.  | Olympique Nîmes   | 6   | 1 | 1 | 4 | 008:120 | −4    | 03:90  |

|                   | Italien | Belgien | Deutschland | Frankreich |
| ----------------- | ------- | ------- | ----------- | ---------- |
| AC Perugia Calcio |         | 1:1     | 3:1         | 1:0        |
| SV Zulte Waregem  | 1:2     |         | 2:1         | 1:2        |
| TSV 1860 München  | 2:2     | 1:1     |             | 4:2        |
| Olympique Nîmes   | 2:3     | 1:2     | 1:1         |            |

### Gruppe 4
| Pl. | Verein           | Sp. | S | U | N | Tore    | Diff. | Punkte |
| --- | ---------------- | --- | - | - | - | ------- | ----- | ------ |
| 1.  | Beerschot AC     | 6   | 4 | 1 | 1 | 013:900 | +4    | 09:30  |
| 2.  | Lazio Rom        | 6   | 4 | 1 | 1 | 013:100 | +3    | 09:30  |
| 3.  | Sparta Rotterdam | 6   | 2 | 1 | 3 | 013:120 | +1    | 05:70  |
| 4.  | FC Nantes        | 6   | 0 | 1 | 5 | 007:150 | −8    | 01:11  |

|                  | Belgien | Italien | Niederlande | Frankreich |
| ---------------- | ------- | ------- | ----------- | ---------- |
| Beerschot AC     |         | 2:2     | 1:2         | 2:1        |
| Lazio Rom        | 2:3     |         | 3:2         | 2:1        |
| Sparta Rotterdam | 1:3     | 1:2     |             | 6:2        |
| FC Nantes        | 1:2     | 1:2     | 1:1         |            |

### Gruppe 5
| Pl. | Verein            | Sp. | S | U | N | Tore    | Diff. | Punkte |
| --- | ----------------- | --- | - | - | - | ------- | ----- | ------ |
| 1.  | 1. FC Saarbrücken | 6   | 4 | 1 | 1 | 013:600 | +7    | 09:30  |
| 2.  | FC Volendam       | 6   | 3 | 2 | 1 | 009:700 | +2    | 08:40  |
| 3.  | Lierse SK         | 6   | 2 | 1 | 3 | 009:100 | −1    | 05:70  |
| 4.  | Racing Straßburg  | 6   | 1 | 0 | 5 | 004:120 | −8    | 02:10  |

|                   | Deutschland | Niederlande | Belgien | Frankreich |
| ----------------- | ----------- | ----------- | ------- | ---------- |
| 1. FC Saarbrücken |             | 0:1         | 1:0     | 3:0        |
| FC Volendam       | 3:3         |             | 1:0     | 2:1        |
| Lierse SK         | 2:4         | 2:2         |         | 3:1        |
| Racing Straßburg  | 0:2         | 1:0         | 1:2     |            |

### Gruppe 6
| Pl. | Verein             | Sp. | S | U | N | Tore    | Diff. | Punkte |
| --- | ------------------ | --- | - | - | - | ------- | ----- | ------ |
| 1.  | Royal Antwerpen    | 6   | 4 | 0 | 2 | 011:700 | +4    | 08:40  |
| 2.  | MSV Duisburg       | 6   | 3 | 0 | 3 | 012:800 | +4    | 06:60  |
| 3.  | Girondins Bordeaux | 6   | 3 | 0 | 3 | 008:800 | ±0    | 06:60  |
| 4.  | NEC Nijmegen       | 6   | 2 | 0 | 4 | 010:180 | −8    | 04:80  |

|                    | Belgien | Deutschland | Frankreich | Niederlande |
| ------------------ | ------- | ----------- | ---------- | ----------- |
| Royal Antwerpen    |         | 1:2         | 1:0        | 2:0         |
| MSV Duisburg       | 1:2     |             | 1:0        | 6:0         |
| Girondins Bordeaux | 1:3     | 1:0         |            | 4:2         |
| NEC Nijmegen       | 3:2     | 4:2         | 1:2        |             |

### Gruppe 7
| Pl. | Verein             | Sp. | S | U | N | Tore    | Diff. | Punkte |
| --- | ------------------ | --- | - | - | - | ------- | ----- | ------ |
| 1.  | FC Utrecht         | 6   | 3 | 3 | 0 | 012:600 | +6    | 09:30  |
| 2.  | Videoton SC        | 6   | 3 | 1 | 2 | 013:800 | +5    | 07:50  |
| 3.  | R.A.A. La Louvière | 6   | 3 | 1 | 2 | 011:130 | −2    | 07:50  |
| 4.  | Stade Laval        | 6   | 0 | 1 | 5 | 004:130 | −9    | 01:11  |

|                    | Niederlande | Ungarn | Belgien | Frankreich |
| ------------------ | ----------- | ------ | ------- | ---------- |
| FC Utrecht         |             | 3:3    | 5:1     | 1:0        |
| Videoton SC        | 0:1         |        | 6:1     | 2:1        |
| R.A.A. La Louvière | 1:1         | 1:0    |         | 3:0        |
| Stade Laval        | 1:1         | 1:2    | 1:4     |            |

### Gruppe 8
| Pl. | Verein          | Sp. | S | U | N | Tore    | Diff. | Punkte |
| --- | --------------- | --- | - | - | - | ------- | ----- | ------ |
| 1.  | RWD Molenbeek   | 6   | 4 | 2 | 0 | 013:300 | +10   | 10:20  |
| 2.  | Vitesse Arnheim | 6   | 3 | 0 | 3 | 009:140 | −5    | 06:60  |
| 3.  | Hellas Verona   | 4   | 1 | 1 | 2 | 011:150 | −4    | 03:50  |
| 4.  | ES Troyes AC    | 4   | 0 | 1 | 3 | 006:110 | −5    | 01:70  |

|                 | Belgien | Niederlande | Italien | Frankreich |
| --------------- | ------- | ----------- | ------- | ---------- |
| RWD Molenbeek   |         | 5:0         | 1:0     | 2:2        |
| Vitesse Arnheim | 0:2     |             | 2:1     | 5:3        |
| Hellas Verona   | 1:1     | 2:0         |         |            |
| ES Troyes AC    | 0:2     | 1:2         |         |            |

### Gruppe 9
| Pl. | Verein                 | Sp. | S | U | N | Tore    | Diff. | Punkte |
| --- | ---------------------- | --- | - | - | - | ------- | ----- | ------ |
| 1.  | Honvéd Budapest        | 6   | 4 | 1 | 1 | 011:600 | +5    | 09:30  |
| 2.  | Eintracht Braunschweig | 6   | 3 | 1 | 2 | 015:100 | +5    | 07:50  |
| 3.  | Olympique Marseille    | 6   | 2 | 1 | 3 | 007:120 | −5    | 05:70  |
| 4.  | ADO Den Haag           | 6   | 0 | 3 | 3 | 005:100 | −5    | 03:90  |

|                        | Ungarn | Deutschland | Frankreich | Niederlande |
| ---------------------- | ------ | ----------- | ---------- | ----------- |
| Honvéd Budapest        |        | 2:0         | 3:0        | 0:0         |
| Eintracht Braunschweig | 5:2    |             | 3:1        | 4:1         |
| Olympique Marseille    | 1:3    | 2:1         |            | 2:1         |
| ADO Den Haag           | 0:1    | 2:2         | 1:1        |             |

### Gruppe 10
| Pl. | Verein               | Sp. | S | U | N | Tore    | Diff. | Punkte |
| --- | -------------------- | --- | - | - | - | ------- | ----- | ------ |
| 1.  | Ferencváros Budapest | 6   | 3 | 2 | 1 | 015:800 | +7    | 08:40  |
| 2.  | Foggia Calcio        | 6   | 2 | 3 | 1 | 009:800 | +1    | 07:50  |
| 3.  | VVV-Venlo            | 6   | 2 | 1 | 3 | 008:110 | −3    | 05:70  |
| 4.  | Olympique Lyon       | 6   | 1 | 2 | 3 | 002:700 | −5    | 04:80  |

|                      | Ungarn | Italien | Niederlande | Frankreich |
| -------------------- | ------ | ------- | ----------- | ---------- |
| Ferencváros Budapest |        | 4:0     | 2:1         | 3:0        |
| Foggia Calcio        | 2:2    |         | 3:0         | 0:0        |
| VVV-Venlo            | 4:3    | 2:2     |             | 1:0        |
| Olympique Lyon       | 1:1    | 0:2     | 1:0         |            |

### Gruppe 11
| Pl. | Verein           | Sp. | S | U | N | Tore    | Diff. | Punkte |
| --- | ---------------- | --- | - | - | - | ------- | ----- | ------ |
| 1.  | RC Lens          | 6   | 4 | 1 | 1 | 017:140 | +3    | 09:30  |
| 2.  | Werder Bremen    | 6   | 2 | 2 | 2 | 010:900 | +1    | 06:60  |
| 3.  | KV Kortrijk      | 6   | 1 | 3 | 2 | 010:900 | +1    | 05:70  |
| 4.  | Roda JC Kerkrade | 6   | 1 | 2 | 3 | 005:100 | −5    | 04:80  |

|                  | Frankreich | Deutschland | Belgien | Niederlande |
| ---------------- | ---------- | ----------- | ------- | ----------- |
| RC Lens          |            | 5:3         | 3:2     | 3:1         |
| Werder Bremen    | 1:2        |             | 1:1     | 2:0         |
| KV Kortrijk      | 5:2        | 1:1         |         | 1:2         |
| Roda JC Kerkrade | 2:2        | 0:2         | 0:0     |             |

### Gruppe 12
| Pl. | Verein           | Sp. | S | U | N | Tore    | Diff. | Punkte |
| --- | ---------------- | --- | - | - | - | ------- | ----- | ------ |
| 1.  | VfL Bochum       | 6   | 5 | 0 | 1 | 015:500 | +10   | 10:20  |
| 2.  | RFC Lüttich      | 6   | 2 | 1 | 3 | 008:900 | −1    | 05:70  |
| 3.  | Atalanta Bergamo | 6   | 2 | 1 | 3 | 007:100 | −3    | 05:70  |
| 4.  | FC Metz          | 6   | 2 | 0 | 4 | 003:900 | −6    | 04:80  |

|                  | Deutschland | Belgien | Italien | Frankreich |
| ---------------- | ----------- | ------- | ------- | ---------- |
| VfL Bochum       |             | 2:1     | 3:1     | 5:0        |
| RFC Lüttich      | 2:1         |         | 3:1     | 0:2        |
| Atalanta Bergamo | 1:2         | 2:2     |         | 1:0        |
| FC Metz          | 0:2         | 1:0     | 0:1     |            |